# Liste der größten Unternehmen in Bosnien und Herzegowina
Die Liste der größten Unternehmen in Bosnien und Herzegowina enthält die größten Unternehmen in Bosnien und Herzegowina.
| Rang | Top 500 | Name                                                            | Hauptsitz | Umsatz (Mio. €) | Mitarbeiter | Branche            |
| ---- | ------- | --------------------------------------------------------------- | --------- | --------------- | ----------- | ------------------ |
| 1.   | 418.    | ASA Prevent Grupacija                                           | Sarajevo  | 529,0           | 3.214       | Automobilindustrie |
| 2.   | 427.    | Holdina (Tochter der kroatischen Industrija nafte)              | Sarajevo  | 524,1           | 500         | Mineralölhandel    |
| 3.   | 470.    | Javno preduzeće Elektroprivreda Bosne i Hercegovine (JP EP BiH) | Sarajevo  | 481,9           | 5.013       | Energie            |
|      |         | Aluminij                                                        | Mostar    | 318,9           | 930         | Metallindustrie    |
|      |         | BH Telecom                                                      | Sarajevo  | 317,9           | 3.224       | Telekommunikation  |
|      |         | Elektroprivreda Republike Srpske (EP RS)                        | Trebinje  | 240,4           | 7.848       | Energie            |
|      |         | Mittal Steel Zenica                                             | Zenica    | 236,2           |             | Metallindustrie    |